# Organisation républicaine galicienne autonome

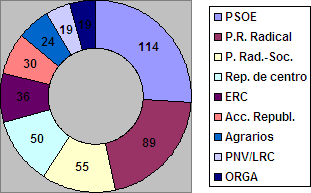
Répartition des sièges dans les Cours constituantes (1931-1933) de la deuxième République espagnole, par parti. ORGA en compte 19.

Pour les articles homonymes, voir ORGA.
L'Organisation républicaine galicienne autonome (Organización Republicana Gallega Autónoma, ORGA) est un ancien parti politique galicien, républicain, galléguiste dans un premier temps et plus tard autonomiste, fondé en 1929 à La Corogne (Espagne) par Antón Villar Ponte et Santiago Casares Quiroga, avec la participation des Irmandandes da Fala; il a participé à différents gouvernements de la Seconde République espagnole et a été un des partis fondateurs de la Gauche républicaine en avril 1934.